# Domingo Tristán y Moscoso
Domingo Tristán y Moscoso, fue un militar y aristócrata peruano. 

## Biografía
Nació en Arequipa el 27 de julio de 1768, fueron sus padres José Joaquín Tristán del Pozo y Carassa y María Mercedes Moscoso Pérez Oblitas, miembros de la alta sociedad criolla arequipeña, realizó sus estudios en la ciudad del Cuzco, fue luego enviado por sus padres a España donde sirvió un tiempo como Guardiamarina en la Real Armada, en 1791 regresó al Perú tras ser nombrado coronel de las milicias del valle de Majes. 
En 1809 formó parte del ejército al mando de su primo, el general José Manuel de Goyeneche, contra los juntistas del Alto Perú. Reprimió el levantamiento de Yungay, derrotando en Irupana al caudillo Manuel Victorio García Lanza a quien, conjuntamente con José Gabriel Castro, salió en persecución hasta que los indios a su cargo lograron capturarlos y cortarles la cabeza las que fueron exhibidas por Tristán en noviembre de 1809 en el pueblo de Chulumani. Sin embargo, cuando las tropas del Ejército Auxiliar avanzaban hacia Potosí, el 16 de noviembre de 1810, el entonces gobernador Domingo Tristán firmó el acta de adhesión al gobierno de Buenos Aires y tres días después emitió una proclama patriótica. Luego de la derrota del Ejército Auxiliar y Combinado en Huaqui y el indulto decretado por el general Goyeneche fue confirmado en su puesto retornando después al bajo Perú libre de culpas aunque bajo sospecha quedando separado definitivamente del ejército real. 
En 1813 fue elegido diputado a Cortes por Arequipa siendo este hecho duramente criticado por el virrey José Fernando de Abascal quien consideraba que detrás de su elección se encontraba el voto de los sediciosos, los audaces y los intrigantes. Encontrándose de camino a España en Jamaica recibió la noticia de la disolución de las Cortes, por lo que retornó al Perú. 
En 1821 abandonó el sur y se dirigió a Lima, luego del desembarco de la expedición libertadora de San Martín, para presentarse a filas del ejército patriota, siendo que a pesar de su falta de cualidades militares San Martín le confió el mando de una importante división de su ejército que en 1822 fue completamente deshecha en Ica por el general español José de Canterac.
En 1827 fue nombrado prefecto de Ayacucho y comandó la represión de los rebeldes realistas iquichanos que se habían levantado contra las autoridades republicanas. En 1834 tomó el partido del presidente  Luis José de Orbegoso y Moncada contra la rebelión de los generales Agustín Gamarra y Pedro Pablo Bermúdez. Retirado del servicio activo falleció en Arequipa en 1847.